# 六三运动
六三运动，发生于1919年6月3日，这是中国工人阶级第一次政治罢工斗争，是五四运动的一部分。

## 背景
中国工人阶级在企业中被剥削，工厂里工人残废、死亡现象到处都是。此外，工人在政治上没有任何民主自由权利。中国工人阶级因此从1858年开始不断反抗。
另一方面，外國的侵略和中国北洋政府外交上的舉措，引起工人阶级的反感。1917年俄国十月革命發生後，工人階級便以此為榜樣。

## 过程
1919年五四運動發生後，北京政府大規模逮捕正在街头进行讲演的学生，井下令取缔一切學生运动。仅在两日之内被捕的学生已达千余人。北京政府对學生运动所采取的手段，激起全国各界人民的愤怒，首先是中国产业工人最集中的地区——上海工人阶级的愤怒。
由于工人阶级的加入，五四运动開始由北京转到上海，运动的主力由知识分子转到工人阶级。6月3日，上海各界举行了民众大会，号召罢工、罢市声援学生，会后举行游行，大罢工由此开始。6月5日，上海各工厂接连罢工，当天罢工人数已达两万。6日各电车公司、钢铁厂也举行了罢工游行。到6月8日的上海，交通停止，各界停业，上海陷于瘫痪。

## 其他参考資料
- 马云亭 郭玉堂 万松玉《 六三运动是中国工人运动的第一面旗帜》

- （页面存档备份，存于） 《中国工人阶极“六三”政治大罢工》